# Metopidius indicus

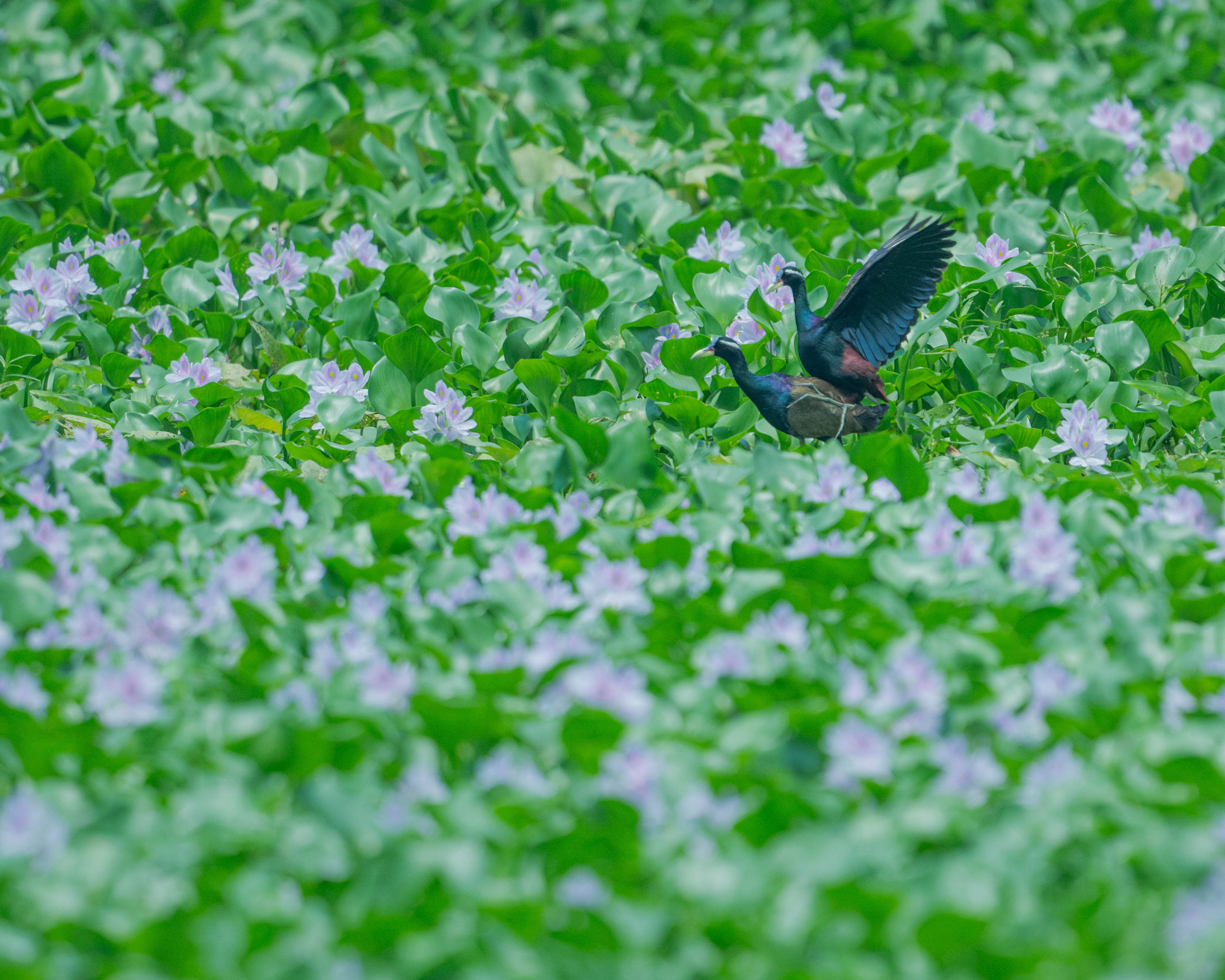
Accoppiamento tra jacane alibronzate in una foto di Saptarshi Gayen.

La jacana alibronzate (Metopidius indicus Latham, 1790)) è un uccello dell'ordine dei Caradriiformi (Charadriiformes). Originaria dell'Asia meridionale e sud-orientale, è l'unica specie del genere Metopidius. Come le altre jacane, va in cerca di cibo tra le ninfee e le altre piante acquatiche galleggianti, grazie ai lunghi piedi che ne distribuiscono il peso e impediscono che affondi. I sessi sono simili, ma le femmine sono più grandi e poliandriche, in quanto mantengono un harem di maschi durante la stagione riproduttiva, che coincide con le piogge monsoniche. I maschi di un harem occupano propri territori, ma solo uno di essi si occupa di covare le uova e si prende cura dei piccoli. Quando sono minacciati, i giovani pulcini possono trovare rifugio sotto le ali del maschio.

## Tassonomia
|  | Jacana         |
|  |                |
|  | Hydrophasianus |
|  |                |

|  | \| \| Microparra \| \| \| \| \| \| Irediparra \| \| \| \| |
|  |                                                           |
|  | Metopidius                                                |
|  |                                                           |
|  | Microparra                                                |
|  |                                                           |
|  | Irediparra                                                |
|  |                                                           |

|  | Microparra |
|  |            |
|  | Irediparra |
|  |            |

|  | \| \| Microparra \| \| \| \| \| \| Irediparra \| \| \| \| |
|  |                                                           |
|  | Metopidius                                                |
|  |                                                           |
|  | Microparra                                                |
|  |                                                           |
|  | Irediparra                                                |
|  |                                                           |

|  | Microparra |
|  |            |
|  | Irediparra |
|  |            |

|  | Jacana         |
|  |                |
|  | Hydrophasianus |
|  |                |

|  | \| \| Microparra \| \| \| \| \| \| Irediparra \| \| \| \| |
|  |                                                           |
|  | Metopidius                                                |
|  |                                                           |
|  | Microparra                                                |
|  |                                                           |
|  | Irediparra                                                |
|  |                                                           |

|  | Microparra |
|  |            |
|  | Irediparra |
|  |            |

|  | \| \| Microparra \| \| \| \| \| \| Irediparra \| \| \| \| |
|  |                                                           |
|  | Metopidius                                                |
|  |                                                           |
|  | Microparra                                                |
|  |                                                           |
|  | Irediparra                                                |
|  |                                                           |

|  | Microparra |
|  |            |
|  | Irediparra |
|  |            |

La jacana alibronzate venne descritta ufficialmente dall'ornitologo inglese John Latham nel 1790 con il nome scientifico Parra indica. Parra era il genere, oggi obsoleto, in cui venivano classificate tutte le jacane. In precedenza Latham aveva già incluso la specie in un supplemento alla sua A General Synopsis of Birds, ma non aveva coniato un nome scientifico. L'attuale genere Metopidius venne introdotto dallo zoologo tedesco Johann Georg Wagler nel 1832. La jacana alibronzate è l'unica specie del suo genere. Il nome Metopidius deriva dal greco antico metōpidios, che significa «sulla fronte», in riferimento alla placca frontale. L'epiteto specifico indicus è una parola latina che significa «indiano». Non ne vengono riconosciute sottospecie.

Confronto tra le ossa dell'ala.

Come le altre jacane, possiede 10 penne timoniere e un uropigio rivestito da un ciuffo di piume. Molte specie di jacana hanno uno sperone carpale che viene utilizzato nei combattimenti territoriali. In alcune specie lo sperone è ridotto, ma le ossa delle ali sono ugualmente modificate. Nella jacana alibronzate lo sperone è ridotto a un tubercolo. Nei generi Actophilornis e Irediparra il radio è appiattito e simile a una lama (e associato a uno sperone ridotto): si ritiene che tale forma costituisca un adattamento sia per i combattimenti territoriali sia per covare le uova e trasportare i piccoli sotto le ali. In Metopidius il radio curva e diverge a formare un ampio spazio tra esso e l'ulna. I maschi di jacana, in base a quanto si è potuto osservare nella jacana africana, incubano le uova e spingono la parte anteriore delle ali sotto di esse in modo da tenerle tra il corpo e l'ala. Questo comportamento, noto come «cova alare», può essere facilitato dalla presenza di un radio appiattito.

## Descrizione
Le jacane alibronzate sono grossi uccelli dalla coda corta simili a un rallo e osservati da lontano appaiono interamente scuri, a eccezione del sopracciglio. Misurano 29 cm di lunghezza. I sessi sono simili, ma le femmine sono leggermente più grandi dei maschi. Le ali sono di colore bruno-bronzeo con riflessi verdi e presentano uno sperone carpale ridotto a un piccolo tubercolo. La testa, il collo e il petto sono neri e contrastano con l'ampio sopracciglio bianco che corre da sopra l'occhio alla parte posteriore del collo. La parte bassa del dorso e le copritrici della coda sono castane. La coda, ridotta a un moncone, è bruno-rossastra con una banda terminale nera. Il becco è giallo-verdastro con la base rossa sulla mandibola superiore. Uno scudo o placca frontale di colore viola-rossastro si estende fino alla fronte. Le zampe sono verdastre. Le dita sono lunghe e l'unghia diritta e allungata del dito posteriore è più lunga di quelle delle dita anteriori. I pulcini sono ricoperti di piumino color marrone chiaro con una striscia scura che corre lungo la nuca. I giovani hanno le parti superiori marroni, il vertice rossiccio, le parti inferiori bianche, la parte anteriore del collo color camoscio e uno scudo frontale abbozzato; alcuni presentano anche un sopracciglio opaco. Visti da lontano gli adulti possono essere scambiati per una gallinella d'acqua (anch'essa presente in habitat simili) o per un gallo d'acqua, mentre i giovani possono apparire simili ai giovani del fagiano d'acqua, anche se sono privi del collare nero tipico di questa specie.
| Misure di 43 maschi e 25 femmine dell'India meridionale | Misure di 43 maschi e 25 femmine dell'India meridionale | Misure di 43 maschi e 25 femmine dell'India meridionale |
| Misure (± s.e.)                                         | Maschi                                                  | Femmine                                                 |
| ------------------------------------------------------- | ------------------------------------------------------- | ------------------------------------------------------- |
| peso (g)                                                | 176,2 ± 1,68                                            | 282,4 ± 5,22                                            |
| becco (mm)                                              | 22,5 ± 0,96                                             | 25,1 ± 0,15                                             |
| altezza dello scudo (mm)                                | 22,5 ± 0,17                                             | 24,1 ± 0,34                                             |
| ala (mm)                                                | 162 ± 0,46                                              | 189 ± 1,03                                              |
| tarso (mm)                                              | 70,2 ± 0,36                                             | 78,6 ± 0,60                                             |
| coda (mm)                                               | 45,5 ± 0,47                                             | 51,2 ± 0,73                                             |

## Distribuzione e habitat
La specie è ampiamente diffusa nel subcontinente indiano (ma non nello Sri Lanka e nel Pakistan occidentale) e nel Sud-est asiatico, principalmente nelle zone di pianura. Può condividere lo stesso habitat con il fagiano d'acqua. Fatta eccezione per le dispersioni stagionali in risposta alla siccità e alle piogge, conduce un'esistenza sedentaria. È in grado di prosperare nelle zone umide ricoperte da piante infestanti introdotte, come il giacinto d'acqua, e di sfruttare il riparo offerto dalle coltivazioni di Ipomoea aquatica durante la riproduzione.

## Biologia

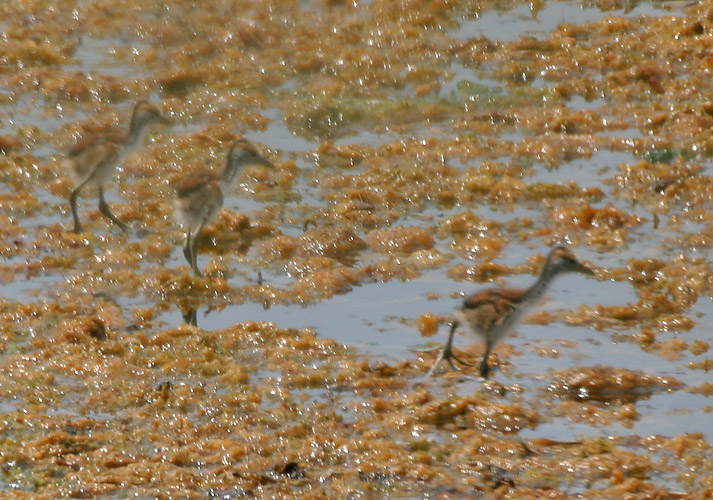
Pulcino ricoperto di piumino.

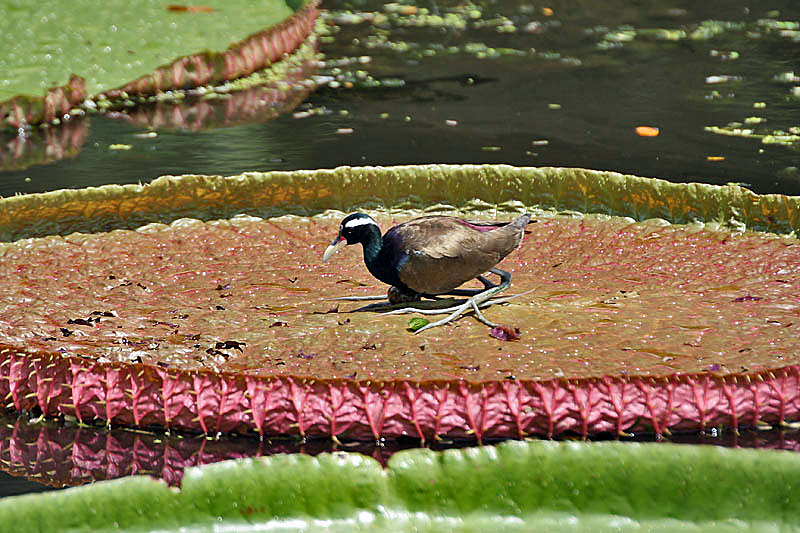
Una foglia di Victoria amazonica usata come «nido».

Le jacane alibronzate si incontrano da sole o in coppia mentre si aggirano in cerca di cibo sulla vegetazione acquatica. Si tengono in equilibrio sulle lunghe zampe e le lunghe dita e si nutrono di sostanze vegetali (forse ingerite accidentalmente), insetti e altri invertebrati raccolti dalla vegetazione galleggiante o dalla superficie dell'acqua. Il loro richiamo è un sibilante seek-seek-seek emesso per lo più quando sono in allarme. Quando si sentono minacciate, a volte si nascondono immergendosi sott'acqua. La stagione riproduttiva inizia dopo le piogge (da giugno a settembre in India, anche se a volte sono state registrate nidificazioni occasionali con le piogge di marzo in Rajasthan). I maschi difendono il proprio territorio dagli altri maschi con parate effettuate aprendo le ali e allungando il collo che possono degenerare in scontri a colpi di becco. Le attività legate alla gestione del territorio si protraggono al massimo dalle 9 alle 11 del mattino. Il nido è costituito da una piccola piattaforma composta da steli e foglie di Pistia, Nymphoides, Hydrilla ed Eichhornia posti su un tappeto di vegetazione, ma le uova possono anche essere deposte direttamente sulla foglia di una pianta di loto. Di solito la covata è composta da quattro uova dalla forma molto conica e di colore marrone lucente con segni irregolari neri a zig-zag. La cova e la cura dei piccoli sono interamente affidate al maschio. Le uova si schiudono dopo 29 giorni. Il tasso di predazione delle uova, ad opera delle razzie effettuate da vari animali, compresi uccelli e tartarughe, è elevato: fino al 94% delle uova esaminate nel corso di uno studio andò perduto. I pulcini possono trovare riparo tra le ali del padre ed essere portati in salvo. Divengono indipendenti quando hanno circa dieci settimane.
In esemplari di jacana alibronzate sono state identificate due specie di nematodi parassiti, Gongylonema indica e Stellocaronema alii, e il pidocchio delle piume Rallicola indicus.

### Modalità di riproduzione
Le jacane alibronzate, come le altre jacane, presentano un'inversione dei ruoli sessuali: le femmine sono più grandi, territoriali e poliandriche e competono tra loro per costituire harem di maschi che covano le loro uova. Il territorio di ogni femmina comprende da uno a quattro maschi con i loro territori individuali. I maschi più forti difendono il loro territorio dagli altri maschi e il grado di poliandria delle femmine è un compromesso tra le dimensioni del territorio dei maschi e il numero di maschi nell'harem. Le femmine si accoppiano con più maschi, il che dà luogo a un'intensa competizione spermatica, e il maschio che riceve una covata di uova da covare (noto come «ricevitore») può distruggerle se ne ritiene dubbia la paternità. Oltre ai maschi territoriali, potrebbero esserci anche molti maschi «imbucati» che tentano di accoppiarsi con le femmine. Le femmine possono accoppiarsi più spesso con i maschi ricevitori per garantire la sopravvivenza della covata, ma si accoppiano anche con gli altri per mantenere numeroso il proprio harem. Tuttavia, una femmina che si accoppia con troppi maschi del suo harem può vedere aumentato il rischio che le sue covate vadano distrutte dai maschi ricevitori. I maschi emettono un forte richiamo per attirare l'attenzione delle femmine e gridano di più quando si trovano negli harem più numerosi. Sembra che le femmine utilizzino tali richiami per valutare le qualità fisiche dei maschi e si accoppiano con quelli che gridano di più.

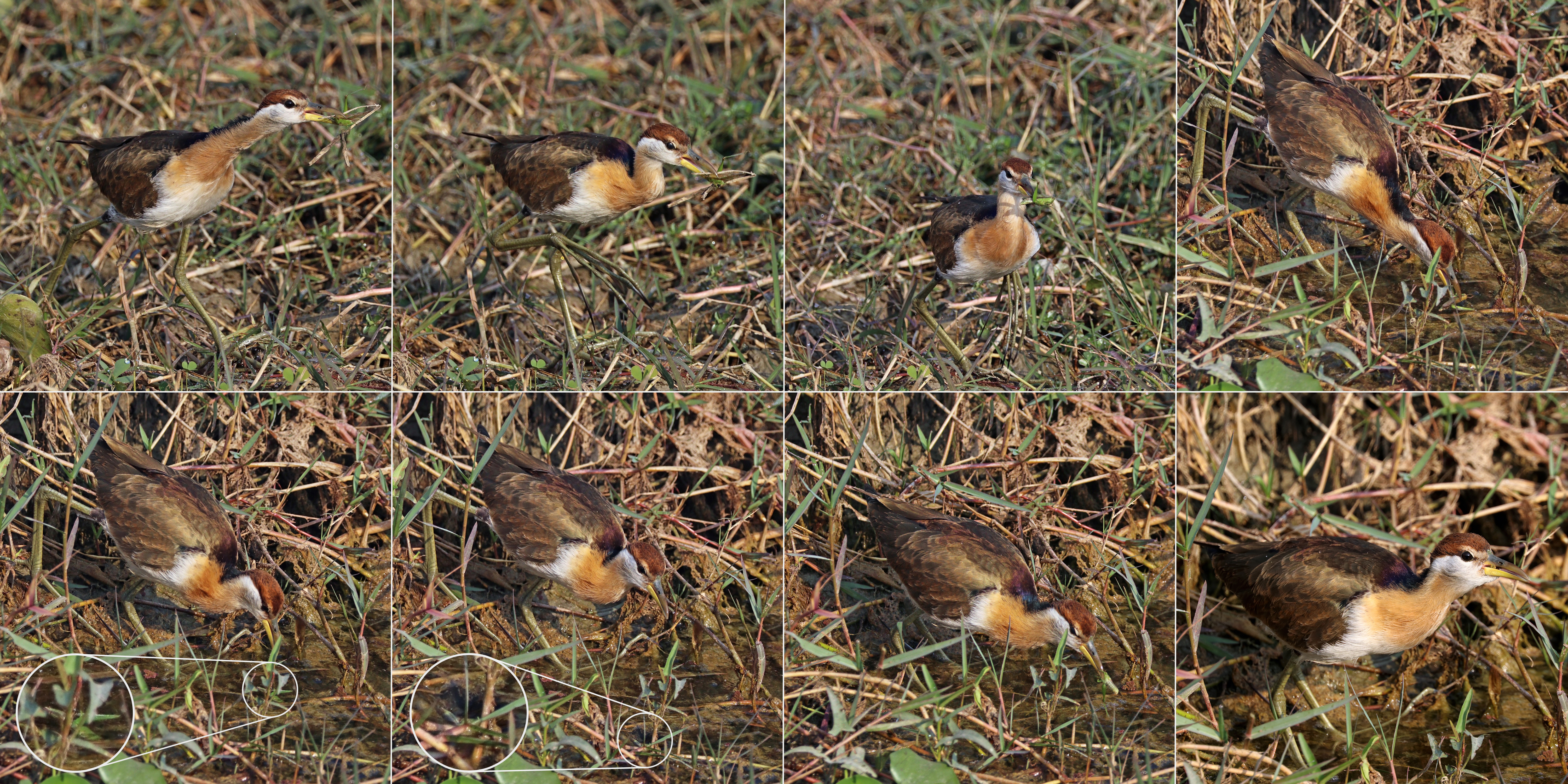
Jacana alibronzate (Metopidius indicus) immatura sul fiume Chambal, nell'Uttar Pradesh (India). Sequenza di 8 immagini scattate nell'arco di 30 secondi che mostrano l'esemplare catturare una cavalletta.